# Contes pervers
Pour les articles homonymes, voir Contes pervers (homonymie) et Madame Claude (homonymie).
Pour plus de détails, voir Fiche technique et Distribution.
Contes pervers ou Les Filles de madame Claude (italien : Ragazze in affitto S.p.A.), est un film érotique franco-italien à sketches réalisé par Michel Lemoine et Mauro Ivaldi sur un scènario de Régine Deforges. Le film sort en juin 1980 en Italie puis en France.

## Synopsis
Trois femmes sont secrètement des prostituées. Plus tard, elles sont appelées par une mystérieuse personne à avoir des relations sexuelles avec trois hommes différents pour réaliser leurs étranges fantasmes.

## Fiche technique
- Titre français : Contes pervers ; Les Filles de madame Claude[1]
- Titre italien : Ragazze in affitto S.p.A.
- Réalisation : Michel Lemoine, Mauro Ivaldi
- Scénario : Régine Deforges
- Décors : Paola Marchesin (it)
- Costumes : Monique Dury
- Maquillage : Lamberto Marini, Christine Fornelli
- Photographie : Alain Derobe, Cristiano Pogany
- Montage : Michel Valio
- Musique : Martial Carceles
- Production : Jacques Dorfmann, Norbert Saada, Michel Lemoine, Francesco Campitelli, Claudio Castelli
- Société de production : Belstar Productions, Cathala Productions, New Movie Productions, Les Réalisations Michel Lemoine
- Pays de production :  France -  Italie
- Langue originale : français
- Format : couleurs par Fujicolor - Son mono - 35 mm
- Durée : 90 minutes
- Genre : Film érotique à sketches
- Dates de sortie :
  - Italie : 13 juin 1980
  - France : 25 juin 1980[1]
- Affiche : Michel Landi (France)

## Distribution
- Carina Barone : Jeanne Descat
- Françoise Gayat : Doris
- Zora Kerova (it) : Nathalie
- Gérard Lauzier : Antonio
- Antonio Ferrante : Paolo
- Vito Fornari : Giuseppe
- Carmen Russo : Luciana
- Béatrice Philippe (sous le nom de « Béatrice ») : Lotus
- Serge Feuillard : Julio
- Nathalie Salima (sous le nom de « Salima Gardel ») : Ornella
- Maria Rosaria : Mafella
- Fabienne Mai : Maria
- Geneviève Omini : Catherine